# シロリンバ
シロリンバ（ザイロリンバ、クシロリンバ、xylorimba）は、音域が幅広い鍵盤打楽器。アメリカではマリンバザイロフォン（marimba-xylophone）または、ザイロマリンバ（xylo-marimba）とも呼ばれる。

## 概要
当初は、シロフォンの音域を拡張するために作られた楽器である。シロフォンの音域は当初狭かったので、同じ鍵盤の狭さで、鍵盤を樹脂製にして売り出した商品である。
かつては樹脂製で音域が広いことからメシアン、ブーレーズ、フラー、クセナキスが使用し、1980年代に至ってもラッヘンマンがシロリンバを要求している。しかし、マリンバとシロフォンの音域が共に拡張されて音質が向上したことと、樹脂の劣化が速過ぎることから忘れ去られ、現在ではシロリンバのパートはマリンバを高音域に拡張して使っているか、4オクターブ・シロフォンで演奏していることが多い。フランスなどの地域ではこの楽器の需要が大きかったようだが、シロリンバを製造の主軸にすえている会社は2014年現在消えたといって差し付えない。
なお、シロフォンを5オクターブへ拡張またはStudio 49によるMARIMBA concert RXMV 5100を使用すると、音色はともかく音域の問題点のみ改善する。

## 奏法
音階が設定されている鍵盤をマレットで叩いて音を出す。見た目はさほどマリンバと変わらないため、間違われることがある。しかしマリンバとシロリンバには鍵盤の材質が違う、という違いがある。簡単に説明するとすれば、「マリンバとシロフォンを組み合わせた楽器」。